# Oksa
Oksa is een dorp in het Poolse woiwodschap Święty Krzyż, in het district Jędrzejowski. De plaats maakt deel uit van de gemeente Oksa en telt ca. 890 inwoners.